# Psoralea glandulosa
Psoralea glandulosa är en ärtväxtart som beskrevs av Carl von Linné. Psoralea glandulosa ingår i släktet Psoralea och familjen ärtväxter. Inga underarter finns listade i Catalogue of Life.